# یاکوب آلبرشتن
یاکوب آلبرشتن (انگلیسی: Jacob Albrechtsen؛ زادهٔ ۱۰ مارس ۱۹۹۰) بازیکن سابق فوتبال اهل دانمارک است که در پست مدافع میانی بازی می‌کرد.